# Gloeophyllum
Gloeophyllum P. Karst. (niszczyca) – rodzaj grzybów należący do rodziny niszczycowatych (Gloeophyllaceae).

## Charakterystyka
Grzyby kortycjoidalne o owocniku rocznym lub wieloletnim, siedzącym, powodujące brunatną zgniliznę drewna. Wytwarzają owocniki z kapeluszami zazwyczaj małymi, płasko wachlarzowatymi do konsolowatych, z cienkim miąższem, rzadziej także prawie bez kapelusza, warstwą rurek o budowie labiryntowej lub przypominającej blaszki. Miąższ owocników ma barwę rdzawobrązową do cynamonowobrązowej i konsystencję korkowatą lub łykowatą. System strzępkowy di- lub trymityczny, strzępki generatywne ze sprzążkami, dominujące w owocnikach strzępki szkieletowe złocistobrązowe, strzępki wiążące rzadkie do pospolitych. Przeważnie występują cystydy; grube do cienkościennych, gładkie lub z niewielką inkrustacją na wierzchołku. Bazydiospory cylindryczne, gładkie, szkliste i nieamyloidalne.
Gloeophyllum jest blisko spokrewniony z rodzajem Funalia, która również ma podobnie ubarwione strzępki szkieletowe, strzępki generatywne ze sprzążkami, cylindryczne, gładkie, nieamyloidalne i średniej wielkości zarodniki. Jednakże u większości jej gatunków brak katahymenium. He i in. w 2014 r. zaproponowali wydzielenie z Gloeophyllum nowych rodzajów: Griseoporia Ginns (z typowo poroidalnym hymenoforem i owocnikami rozpostartymi do rozpostarto-odgiętych), Osmoporus Singer (hymenofor poroidalny i owocniki siedzące) oraz Hispidaedalea Y.C. Dai i S.H. On (o hymenoforze blaszkowatym, siedzących owocnikach i trimitycznym systemie strzępkowym).

## Systematyka i nazewnictwo
Pozycja w klasyfikacji według Index Fungorum: Gloeophyllaceae, Gloeophyllales, Incertae sedis, Agaricomycetes, Agaricomycotina, Basidiomycota, Fungi
Takson utworzył Petter Adolf Karsten w 1882 r. Synonimy naukowe: Anisomyces Pilát, Ceratophora Humb., Griseoporia Ginns, Lenzitina P. Karst., Phaeocoriolellus Kotl. & Pouzar, Reisneria Velen., Serda Adans., Sesia Adans.
Polską nazwę nadał Stanisław Domański w 1974 r. W polskim piśmiennictwie mykologicznym rodzaj ten opisywany był też jako siatkowiec, bedłka, huba, skórzak, wrośniak, gmatwek, grzyb, anyżak, ciemnoblaszek, ciemnoskórek.
Gatunki występujące w Polsce:
- Gloeophyllum abietinum (Bull.) P. Karst. – niszczyca blaszkowata
- Gloeophyllum odoratum (Wulfen) Imazeki – niszczyca anyżkowa
- Gloeophyllum sepiarium (Wulfen) P. Karst. – niszczyca płotowa
- Gloeophyllum trabeum (Pers.) Murrill – niszczyca belkowa

Nazwy naukowe na podstawie Index Fungorum. Wykaz gatunków i nazwy polskie według Władysława Wojewody.